# Nicky Ryan
Nicky Ryan, właśc. Nicholas Dominick Ryan (ur. 14 lipca 1949 w Dublinie) – irlandzki producent muzyczny.
W latach 1975–1982 był menedżerem zespołu Clannad. W 1982 opuścił formację wraz z jedną z członkiń zespołu Eithne Ni Bhraonain, która rozpoczęła karierę solową jako Enya. Ryan jest jej współproducentem, zajmuje się inżynierią dźwięku i uzyskiwaniem nowych efektów brzmieniowych (multilayering).
Jest mężem Romy Ryan.